# TOUR '90 KINGDOM
『TOUR '90 "KINGDOM"』（ツアー きゅうじゅう キングダム）は、1991年3月21日に発売されたDe-LAXの映像作品。通算2作目となるライブ・ビデオである。発売元はフォーライフ・レコード。

## 概要
- 自身最大のヒットとなった3rdアルバム『KINGDOM』をひっさげ、32か所36公演を行ったアルバムツアー『De-LAX TOUR '90 "KINGDOM"』のうち、1990年12月25日の渋谷公会堂公演を映像化したライブビデオ。完全収録はされていない。
- ミニ写真集とこのビデオに収録された楽曲の歌詞カード付。

## 今ツアーのライブ会場
- 太文字が今回映像化されたライブである。なお、9月19日の神戸フィッシュダンスホール公演のライブは、台風の影響で中止になった。

| 開催日時 | 会場                       |
| 1990年   | 1990年                     |
| -------- | -------------------------- |
| 8月28日  | 日清パワーステーション     |
| 8月29日  | 日清パワーステーション     |
| 9月2日   | 日本青年館                 |
| 9月6日   | 高崎市文化会館             |
| 9月19日  | 神戸フィッシュダンスホール |
| 9月20日  | 京都府立勤労会館           |
| 9月22日  | 愛知県勤労会館             |
| 9月25日  | 仙台市青少年文化センター   |
| 9月26日  | 郡山市民文化センター       |
| 9月28日  | 青森市民文化ホール         |
| 9月30日  | 札幌ペニーレイン24         |
| 10月1日  | 旭川市民文化会館           |
| 10月13日 | 入間市民会館               |
| 10月17日 | 浜松福祉会館               |
| 10月23日 | 熊本メルパルクホール       |
| 10月25日 | 鹿児島市民文化ホール       |
| 10月26日 | 長崎市NBCビデオホール      |
| 10月28日 | 福岡市都久志会館           |
| 10月30日 | 岡山市立市民文化ホール     |
| 11月2日  | 東京国際大学               |
| 11月4日  | 亜細亜学園3号館講堂        |
| 11月7日  | 秋田県児童会館             |
| 11月9日  | 宇都宮市文化会館ホール     |
| 11月10日 | 桃山学院大学               |
| 11月14日 | 新潟音楽文化会館           |
| 11月19日 | 大阪国際交流センター       |
| 11月22日 | 鳥取市文化センター         |
| 11月23日 | 広島県民文化センター       |
| 12月4日  | 横浜教育会館               |
| 12月11日 | 横浜教育会館               |
| 12月12日 | 高松オリーブホール         |
| 12月24日 | 渋谷公会堂                 |
| 12月25日 | 渋谷公会堂                 |
| 1991年   |                            |
| 1月11日  | 岩手県民会館ホール         |

## セットリスト
- 映像化されたライブ当日のセットリストは以下の通り。

1. (S.E.) THE HOLY LAND
2. ISOLATION
3. NEUROMANCER
4. GLOBAL STREET
5. MAYBE SUNDAY
6. WORLD'S END
7. SUPERCADILLAC
8. Mr.Cupid
9. SACRIFICE
10. DEEP INSANITY
11. LOVE ME GOOD-BYE
12. SEX,GOD,BLOOD
13. SPIRITS A GO-GO
14. REVOLUTION
15. WAR DANCE
16. CRAZY BOY
17. HEAVEN OR HELL
18. POP IS MY LIFE
19. CANDY
20. SERIOUS MOOD
21. BLUE HEART LOVER
22. SENSATION
23. JERUSALEM
24. (S.E.) FREE WORLD

## 収録曲
1. THE HOLY LAND
2. ISOLATION
3. NEUROMANCER
4. GLOBAL STREET
5. WORLD'S END -世界の果て-
6. SACRIFICE
7. LOVE ME GOOD-BYE
8. SEX,GOD,BLOOD
9. SPIRITS A GO-GO
10. REVOLUTION -永遠の薔薇-
11. WAR DANCE
12. JERUSALEM -DESERTED VERSION-